# Nicolás Fernández de Córdoba y Ponce de León
Nicolás Fernández de Córdoba y Ponce de León (Marchena, 19 settembre 1626 – 29 agosto 1693) è stato un militare e marinaio spagnolo,  che fu generale ammiraglio della Flotta della Nuova Spagna (1662-1663) e poi della Armata di Terra Ferma (1675-1676), generale delle galee di Napoli nel 1683, Commissario generale della cavalleria e della fanteria del Regno di Spagna e consigliere di guerra nel 1685.

## Biografia
Nacque a Marchena il 19 settembre 1626, figlio di Luis Fernández de Córdoba Moscoso e di Mariana Ponce de León. Suo padre, generale di artiglieria delle Armate e delle Flotte delle Indie, era giudice presso la Casa de la Contratación e tale incarico favorì la sua carriera all'interno dell'amministrazione spagnola.
Fu generale ammiraglio della Flotta della Nuova Spagna (1662-1663) e poi della Armata di Terra Ferma (1675-1676). 
Nel 1662 fu al comando di una flotta di 24 navi che salparono da Sanlúcar de Barrameda il 7 luglio 1662, arrivando a Veracruz, in Messico, il 12 settembre dello stesso anno con 4.500 tonnellate di mercanzie e 1326 quintali di mercurio. Per il viaggio era imbarcato sul galeone Nuestra señora del Buen Suceso y San Jose  al comando di don Pedro de Luro. Per questo viaggio fu accusato dal Procuratore del Consiglio Reale delle Indie di aver caricato a Cadice merci provenienti da Paesi Bassi e Inghilterra quando avrebbe dovuto farlo a Siviglia, e di altri reati di contrabbando di merci per proprio tornaconto. Fu scagionato da ogni accusa.
Nel 1675 fu aiutante dell'ammiraglio Juan Antonio Vicentelo de Leca y Toledo salpando da Cadice il 14 febbraio 1675  per ritornarvi il 16 marzo 1676. Cavaliere dell'Ordine di Santiago, per i servizi resi nel 1679 fu elevato al titolo nobiliare di Marchese de la Granja.  Tra il 1681 e il 1682 fu amministratore della encomienda di Villamanrique di proprietà della marchesa Ana Velasco y Ayala.
Generale delle galee di Napoli nel 1683, fu Commissario generale della cavalleria e della fanteria del Regno di Spagna e consigliere di guerra nel 1685. Decedette il 29 agosto 1693.
Si era sposato due volte: con Lorenza María Bazán Figueroa y Solís da cui ebbe quattro figli, Juana de la Cerda Brizuela (1641-1706).